# Biancavilla
Biancavilla is een gemeente in de Italiaanse provincie Catania (regio Sicilië) en telt 23.176 inwoners (31-12-2004). De oppervlakte bedraagt 70,7 km², de bevolkingsdichtheid is 328 inwoners per km².

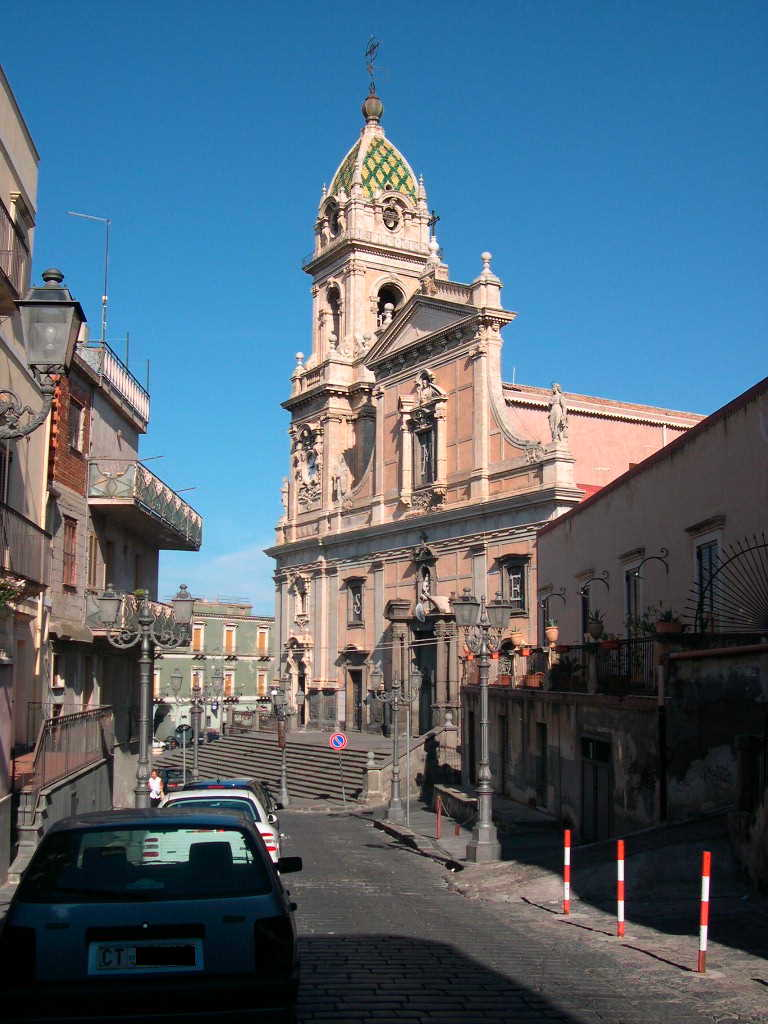
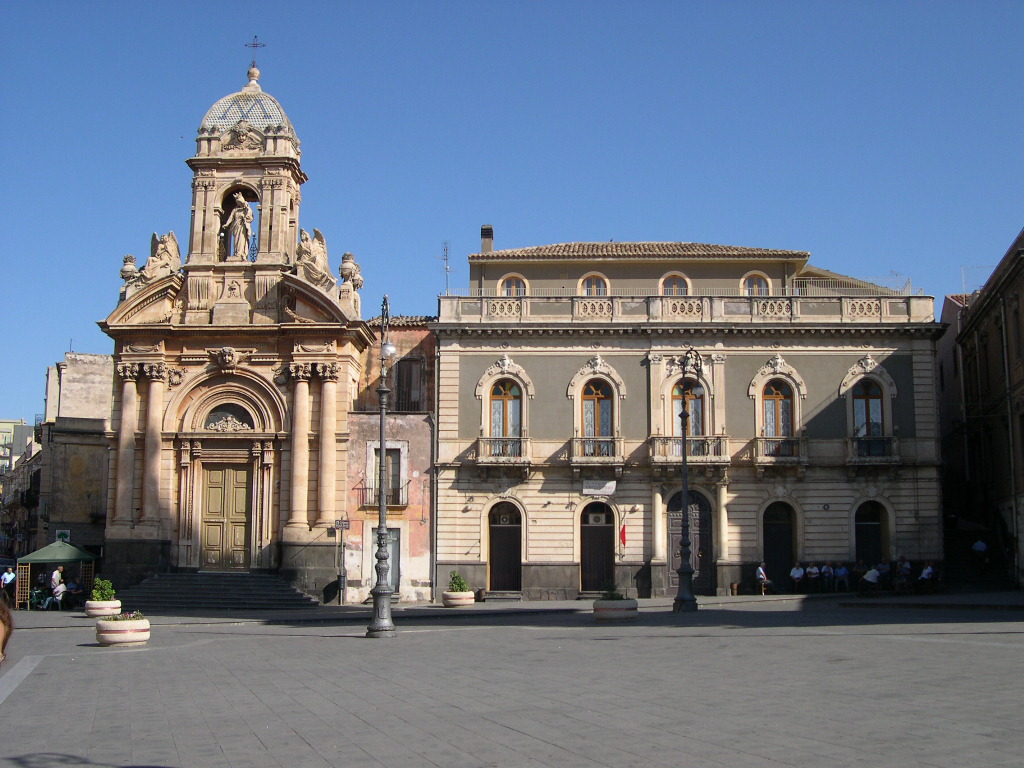
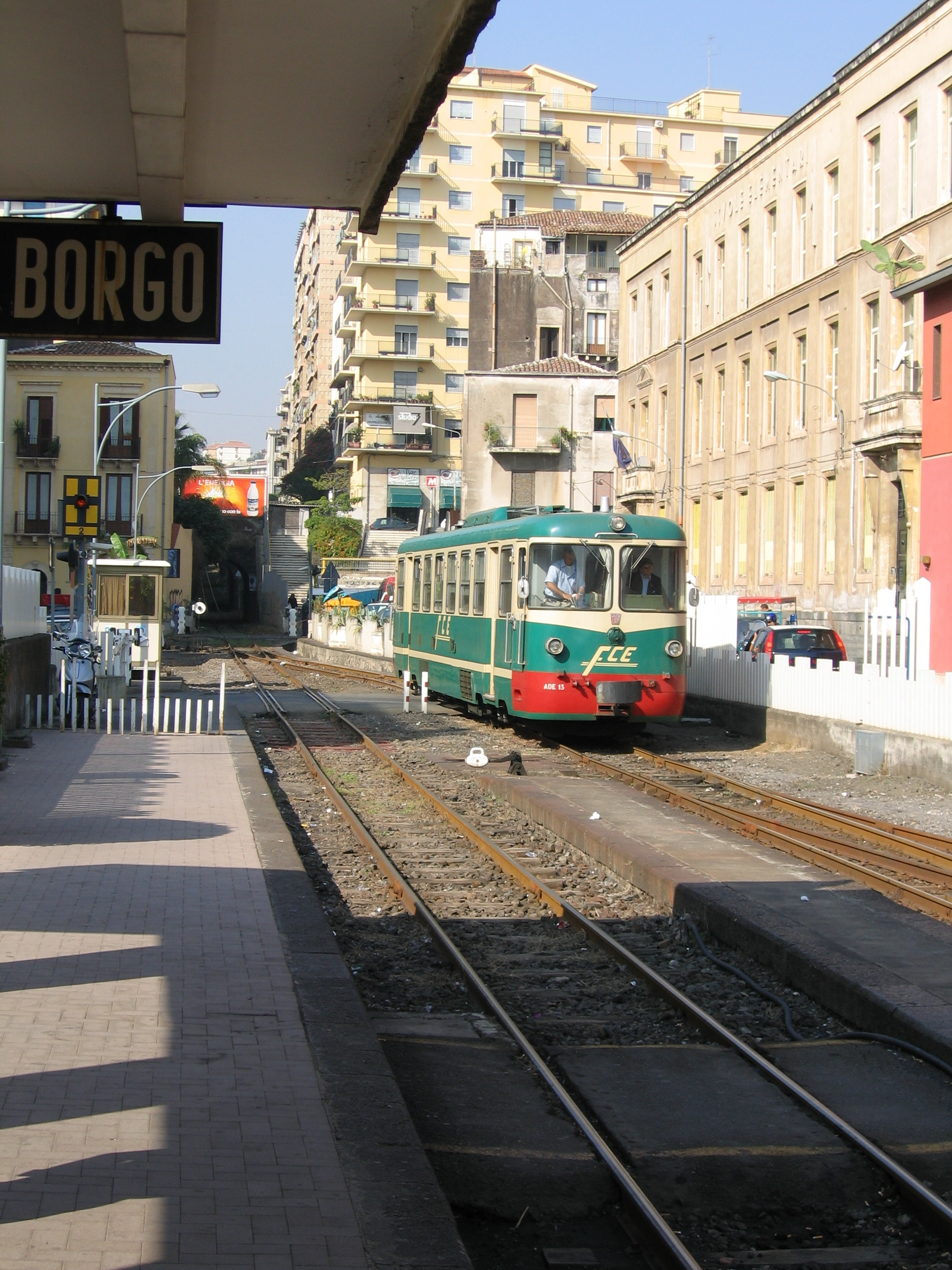

## Demografie
Biancavilla telt ongeveer 7730 huishoudens. Het aantal inwoners steeg in de periode 1991-2001 met 1,1% volgens cijfers uit de tienjaarlijkse volkstellingen van ISTAT.
| Jaar | Inwoneraantal |
| ---- | ------------- |
| 1991 | 22.226        |
| 2001 | 22.477        |

## Geografie
De gemeente ligt op ongeveer 513 m boven zeeniveau.
Biancavilla grenst aan de volgende gemeenten: Adrano, Belpasso, Bronte, Castiglione di Sicilia, Centuripe (EN), Maletto, Nicolosi, Paternò, Ragalna, Randazzo, Sant'Alfio, Santa Maria di Licodia, Zafferana Etnea.

## Geboren
- Salvatore Portal (1789-1854), botanicus
- Francesco Ricceri (1903-1980), prelaat van Santa Lucia del Mela, titulair bisschop van Coela in Europees Turkije, bisschop van Trapani